# Thalia (Charis)

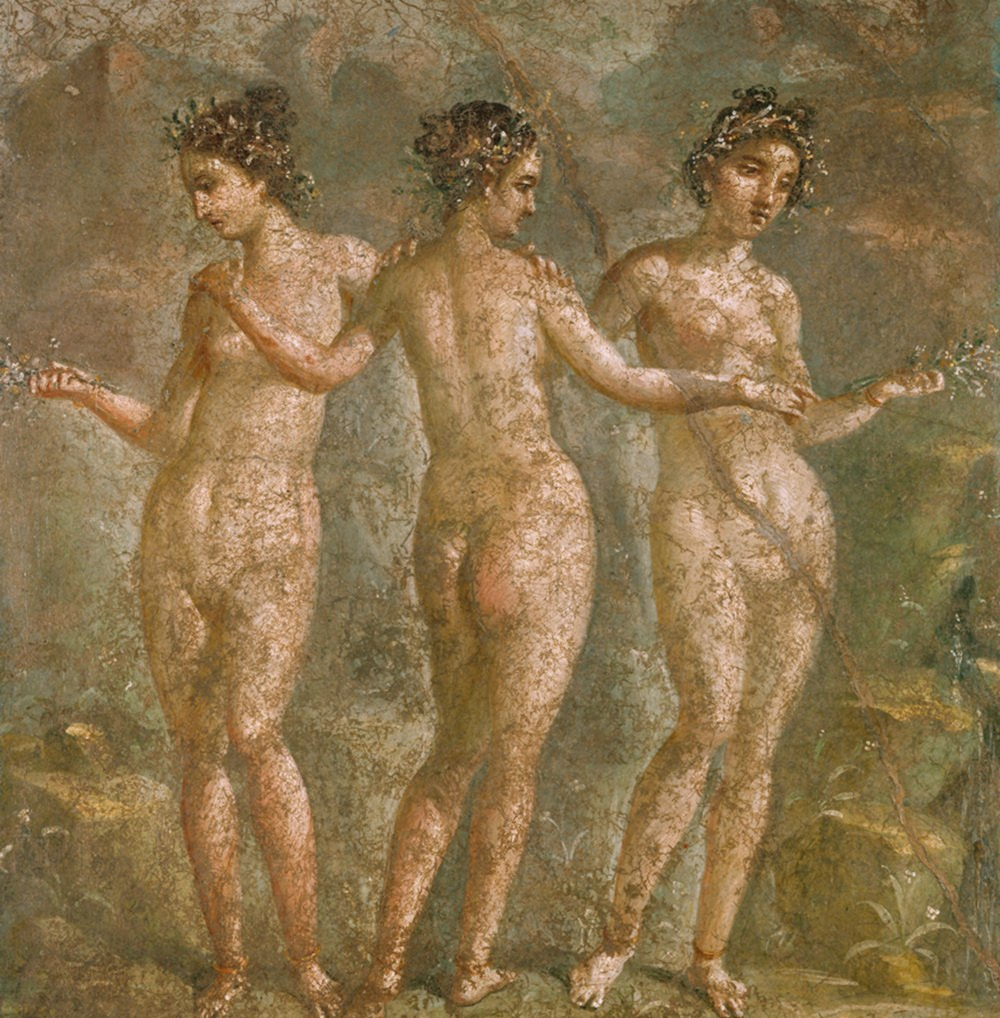
Die drei Grazien (pompeijanisches Fresko)

Thalia (altgriechisch Θάλεια, Θαλία Tháleia, Thalía, von θάλλειν thállein, deutsch ‚üppig wachsen‘, besonders bei Obstbäumen) ist der Name einer der drei Chariten (römisch: Grazien), d. h. Göttinnen der Anmut in der griechischen Mythologie. Sie ist, wie ihre Schwestern Euphrosyne („Frohsinn“) und Aglaia („die Glänzende“), Tochter der Eurynome und des Zeus.
Sie verkörpert die Üppigkeit, insbesondere bei Festen und Schmausereien.

## Rezeption
In der Fantasy-Buchreihe Percy Jackson von Rick Riordan ist die zum Opfertod für die Freunde sich hingebende und wieder zum Leben erweckte Halbgöttin Thalia Grace (Nachname engl. für Grazie) eine der Hauptfiguren.